# Ramón Díaz Eterovic
Ramón Díaz Eterovic (Punta Arenas, 15 de julio de 1956) es un escritor chileno, conocido principalmente por su detective privado Heredia, protagonista de más de una decena de novelas, que ha sido adaptado para la televisión en la serie Heredia y asociados 
(TVN).

## Biografía
Hijo de Magdalena Eterović Martinić y Ramón Díaz Silva, tercer hijo de tres, hermanas: Edith y Lenka Díaz Eterovic. Realizó sus estudios básicos y secundarios en Punta Arenas (Instituto Salesiano Don Bosco y Liceo Fiscal de Hombres). En 1974 se trasladó a Santiago para estudiar Ciencias Políticas y Administrativas en la Universidad de Chile, donde se tituló de Administrador Público. También siguió estudios de literatura en su alma mater. 
Casado con la escritora chilena Sonia González Valdenegro. Tiene tres hijos: Valentina, Alonso y Ángeles. Fue director de la revista de poesía La Gota Pura (1980-1995) y presidente de la Sociedad de Escritores de Chile (1991-1993). Durante su presidencia se creó la revista Simpson 7 y se organizó el Encuentro Internacional de Escritores Juntémonos en Chile, que en 1992 reunió en Santiago a más de 200 escritores y poetas de Chile y otros países.
Respecto a parte de su obra ha dicho que "la novela policial que escribo está estrechamente ligada a los crímenes políticos que han asolado a Chile y a Latinoamérica. Un crimen que abandona el cuarto cerrado o las motivaciones individuales, y se relaciona al poder del Estado, a los negociados políticos y económicos, a la falta de credibilidad en la justicia, a la búsqueda de verdad. La novela policial ha sido para mi una perspectiva para hablar de temas sensibles en la sociedad chilena, como los detenidos desaparecidos, el narcotráfico, la carencia de una democracia real, las traiciones. Mis novelas las siento como una crónica de la historia chilena de los últimos 20 o 25 años, y con las novelas ya escritas y otras que escribiré, deseo construir una suerte de comedia humana chilena, abordando temas y historias que reflejen diferentes aspectos de nuestra sociedad".

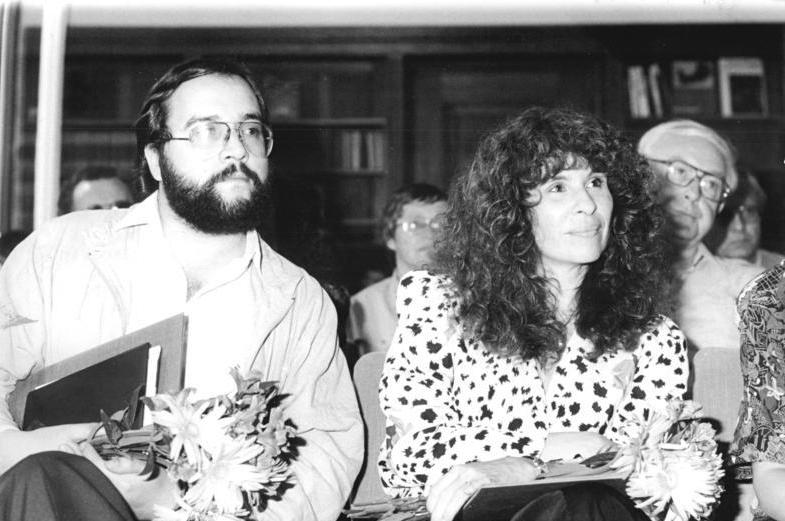
Díaz Eterovic junto a la escritora nicaragüense Gioconda Belli, 1989

Ha sido descrito como uno de los principales escritores chilenos del género policial y su obra ha sido reconocida con numerosos premios y traducida a diversos idiomas.
Fue uno de los creadores y comisario del Festival Iberoamericano de Novela Policial Santiago Negro, organizado por el Centro Cultural de España, sede Chile, los años 2009 y 2011. Es uno de los fundadores de la revista digital de narrativa policial La Negra. 
La serie que lo ha hecho famoso comienza en 1987 con La ciudad está triste, novela en la que Díaz Eterovic presenta por primera vez a su personaje Heredia; un detective privado que no solo ha protagonizado una docena de novelas, sino también la adaptación a la pantalla chica de una serie transmitida a través de Televisión Nacional de Chile (Heredia y asociados, 2005). Heredia es un personaje misterioso, indomable y nada más , en los barrios bohemios del centro de Santiago de Chile.

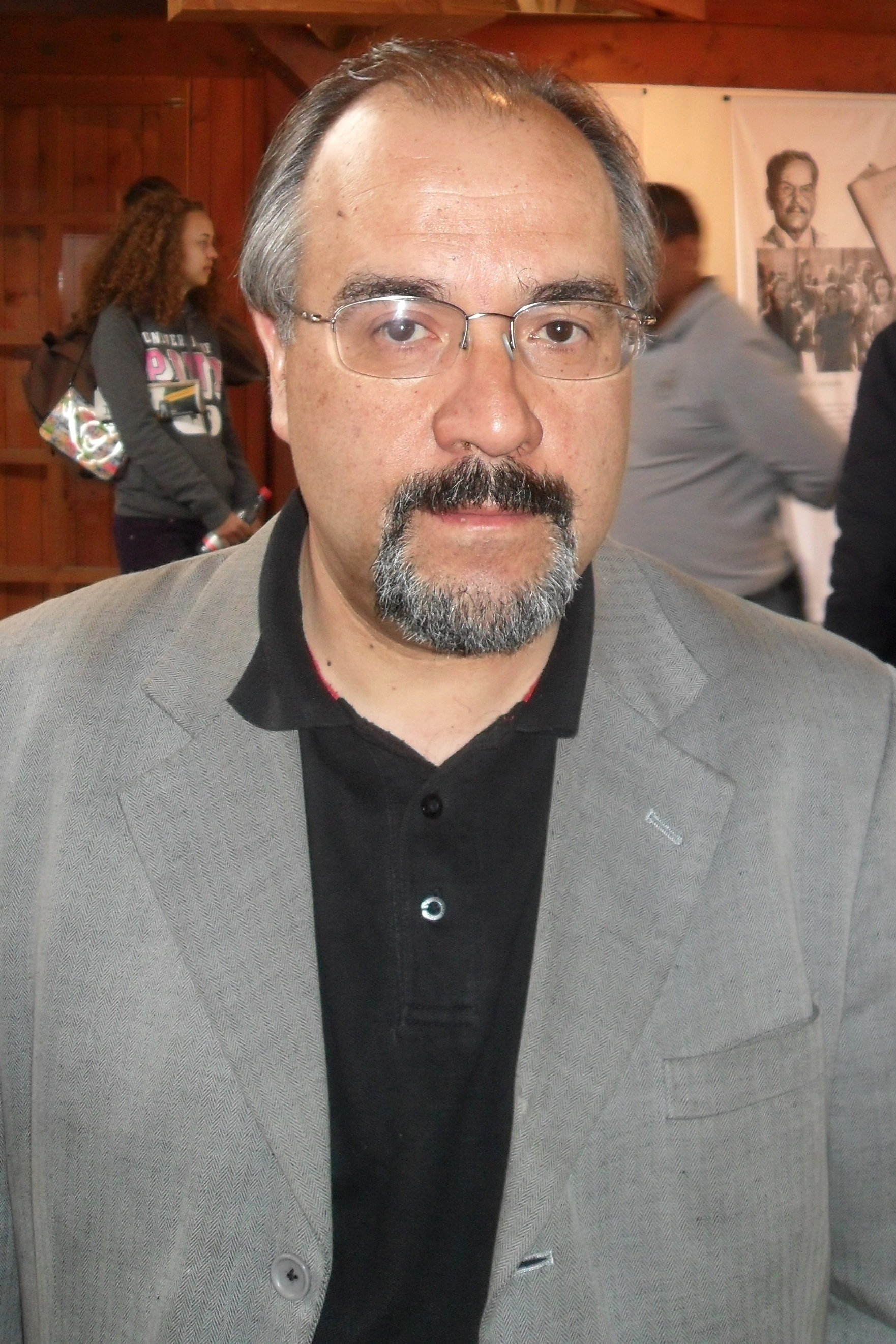
Díaz Eterovic en la casa de Neruda en Isla Negra, 2009

A fines de 2011 LOM lanzó el cómic Heredia detective, basado en las obras de Díaz Eterovic protagonizadas por este detective; los guiones de las seis historias del libro, dos de ellas inéditas, estuvieron a cargo de Carlos Reyes y Cristián Petit Laurent, mientras que las ilustraciones pertenecen a un variado grupo de artistas gráficos.
Alexis Moreno Burgos ha hecho un documental — El rostro oculto en las palabras, lanzado en DVD por LOM en 2009—, en el que aborda el proceso creativo de Díaz Eterovic y recorre los lugares de Santiago donde transcurren las historias de Heredia.
Algunas obras de Díaz Eterovic han sido traducidas a otros idiomas y el escritor ha sido galardonado con numerosos premios.

## Premios y reconocimientos
- Premio Anna Seghers 1987 (Academia de Arte de Alemania)[3]
- Premio del Consejo Nacional del Libro y la Lectura 1995[4]
- Premio Municipal de Literatura de Santiago 1996 por Ángeles y solitarios[5]
- Premio Las Dos Orillas 2000 del Salón del Libro Iberoamericano de Gijón por Los siete hijos de Simenon[6]
- Premio Municipal de Literatura de Santiago 2002 por El ojo del alma[5]
- Orden de Danica Croata Marko Marulic (2005)[7]
- Premio Municipal de Literatura de Santiago 2007 por El segundo deseo[5]
- Premio Mejor Obra Literaria 2009 (Consejo Nacional de la Cultura y las Artes) por "La oscura memoria de las armas
- Premio Altazor 2009 de Narrativa por La oscura memoria de las armas[7]
- Premio Mejor Obra Literaria 2011 (Consejo Nacional de la Cultura y las Artes) por La muerte juega a ganador[8]
- Premio Municipal de Punta Arenas 2011[9]
- Finalista del Premio Altazor 2013 con El leve aliento de la verdad[10]
- Premio Francisco Coloane 2015 por La música de la soledad
- Premio Manuel Montt 2008, otorgado el año 2018 por El segundo deseo [11]
- Finalista del Premio Municipal de Literatura de Santiago 2019 con La cola del diablo[12]

## Obra

### Serie Heredia (novelas salvo que se especifique otro género)
- La ciudad está triste, Editorial Sinfronteras, Santiago, 1987 (LOM, Santiago, 2000)
- Solo en la oscuridad, Editorial Torres Agüero, Buenos Aires, 1992 (Chile: LOM, Santiago, 2003)
- Nadie sabe más que los muertos, Planeta, Santiago, 1993 (LOM, Santiago, 2002)
- Ángeles y solitarios, Planeta, Santiago, 1995 (LOM, Santiago, 2000; Txalaparta, España, 2004)
- Nunca enamores a un forastero, La Calabaza del Diablo, Santiago, 1999 (LOM, Santiago, 2003; Txalaparta, España, 2006)
- Los siete hijos de Simenon, LOM, Santiago, 2000 (Seix Barral, Barcelona, 2001)
- El ojo del alma, LOM, Santiago, 2001
- El hombre que pregunta, LOM, Santiago, 2002
- El color de la piel, LOM, Santiago, 2003
- A la sombra del dinero, LOM, Santiago, 2005
- Muchos gatos para un solo crimen, cuentos, LOM, Santiago, 2005
- El segundo deseo, LOM, Santiago, 2006
- La oscura memoria de las armas, LOM, Santiago, 2008
- La muerte juega a ganador, LOM, Santiago, 2010
- El leve aliento de la verdad, LOM, Santiago, 2012
- La música de la soledad, LOM, Santiago, 2014
- Los fuegos del pasado, LOM, Santiago, 2016
- La cola del diablo, LOM, Santiago, 2018[13]
- Los asuntos del prójimo, LOM, Santiago, 2021[14]
- Imágenes de la muerte, LOM, Santiago, 2022
- Dejaré de pensar en el mañana, LOM, Santiago, 2024

### Otras obras
- Imágenes en el tiempo, poesía, autoedición, 1977
- El poeta derribado, poesía, autoedición, 1980
- Cualquier día, cuentos, Plastigraf Impresores, Santiago, 1981
- Pasajero de la ausencia, poesía, La Gota Pura, Santiago, 1982
- Obsesión de año nuevo y otros cuentos, La Gota Pura, Santiago, 1982
- Atrás sin golpe, cuentos, La Gota Pura, Santiago, 1985
- Ese viejo cuento de amar, Mosquito Editores, 1990. Contiene 12 cuentos:
  - Ese viejo cuento de amar; Por amor a la señorita Blandish; Más cerca de Gabriela; El regreso de Senkovic; Qué buena voz se perdió para el tango; Nunca es tan próxima la felicidad como para tocarla; A1 otro lado de la puerta; Muchacho sin ocupación; Oficios de la época; La noche que Villablanca ganó el título mundial y La cerveza de los hombres solos
- El minuto feliz de Largo Viñuelas, cuentos, 1996
- Correr tras el viento, novela, Planeta, Santiago, 1997 (LOM, Santiago, 2007)
- El secuestro de Benito, relato para niños (8-9 años), CIDCLI (Centro de Información y Desarrollo de la Comunicación y la Literatura Infantiles), México D.F., 2001
- R y M investigadores, novela infantil, Editorial Norma, Chile, 2015
- Chumangos, cuentos, El Juglar, 2010
- Un viejo taxi en la nieve, Editorial MN, Santiago, 2011
- Misterio en la cueva del milodón. Otra aventura de R y M investigadores, novela infantil, LOM, Santiago, 2016
- " Los cursos ojos del Volcán". Libro ilustrado por Valentina Díaz Leyton, cuento infantil que aborda la diversidad cultural de la Región de La Araucanía, LOM 2015
- "Los Tesoros del Arcoíris". Libro ilustrado por Valentina Díaz Leyton, LOM, 2018. Cuento para niños, que narra el viaje de cinco niños por los paisajes y patrimonios culturales y naturales de La Araucanía.
- Díaz de cuento, cuentos, LOM, Santiago, 2023

Como antólogo
- Contando el cuento. Antología joven narrativa chilena, con Diego Muñoz Valenzuela; Editorial Sinfronteras, Santiago, 1986. Diecisiete autores, cada uno con dos relatos, es decir, un total de 34; con prólogo de los antólogos y breve presentación de los cuentistas:
  - Estanvito y Los pasos del viento de Pía Barros; Se acabaron los cigarrillos y Noviazgo de Jorge Calvo; La hipérbole del cuye y El gato de la esquina de Gregory Cohen; Orillera de los rincones perdidos y Osito de felpa de Eduardo Correa; El ascensor y Una sombra parada en la esquina 80 de Álvaro Cuadra; Armadura y Subterráneo de Ana María del Río; El tiempo frágil y Atrás sin golpe o la noche que Villablanca ganó el título mundial de Ramón Díaz Eterovic; Ciencia de pájaros y Tres músicos callejeros tocaron una serenata en el Cerro Alegre de Carlos Franz; Cosas que sólo Nicolas sabe y Tejer historias de Sonia González; Oso mayor y Caperucita desnudando al lobo de Edgardo Mardones; Confesión y Gaviotas en el cielo de Juan Mihovilovic; Auschwitz y Anochece en la ciudad de Diego Muñoz Valenzuela; El hijo de Marcial y Las arañas de Antonio Ostornol; Toples y Presagio de José Paredes; Matemáticas y Café Postal de Roberto Rivera; Perrito y Mi hermano cruza la plaza de Luis Alberto Tamayo; Posibilidades de fotografía y Dos minutos para dormirse de José Leandro Urbina
- La joven narrativa chilena, con Diego Muñoz Valenzuela; Cuadernos del Guayas, Ecuador, 1989
- Andar con cuentos. Nueva narrativa chilena, con Diego Muñoz Valenzuela, 1992
- Crímenes criollos. Antología del cuento policial chileno, Mosquito Editores, Santiago, 1994
- Cuentos en dictadura, con Diego Muñoz Valenzuela; LOM, Santiago, 2003
- Letras rojas. Cuentos negros y policiacos; LOM, Santiago, 2009. Contiene 24 relatos:
  - Su sonrisa en el refrigerador, de Gabriela Aguilera; Disparos sobre el espejo, de Carlos Almonte; El asesino de pájaros, de Roberto Ampuero; Ernestina FQ: la musa redonda, de Claudia Apablaza; Bye bye, Barbie, de Pablo Azócar; El trino del diablo, de Alejandra Basualto; Intercambio, de Juan Ignacio Colil; Adivinanzas, de Poli Délano; Vi morir a Hank Quinlan, de Ramón Díaz Eterovic; Eskizoides, de Ignacio Fritz; El mejor puntero izquierdo del mundo;, de José Gai; Hamlet versus Hammett, de William Peter O’Hara; Detalle de novela negra con pendiente, de Sergio Gómez; Esfuerzos colectivos, de Sonia González Valdenegro; El té se sirve en la veranda, bwana, de Bartolomé Leal; Que veinte años no es nada, de Tadeo Luna; Urgentes y rabiosos (a quemarropa), de Francisco Miranda; Ramona, de Martín Pérez Ibarra; Después de la función, de José Román; Un auto se ha detenido en medio de la noche, de Luis Sepúlveda; El último gol, de Eduardo Soto Díaz; Fuiste mía un verano, de Carlos Tromben; Tras los pasos de “El Juanín”, de José Miguel Vallejo; y Tríptico policial, de René Vergara